# Stazione di Biassono-Lesmo Parco
La stazione di Biassono-Lesmo Parco è una fermata ferroviaria posta sulla linea Monza-Molteno.
Appartiene alla categoria RFI delle fermate impresenziate Bronze.
Si trova nel territorio del comune di Biassono in via Stazione, nella zona est del paese, in direzione della frazione di San Giorgio al Lambro.
È adiacente al Parco di Monza e all'Autodromo.
L'esercizio degli impianti è di competenza di Rete Ferroviaria Italiana (RFI).

## Storia
L'impianto fu aperto nel 1911, come la totalità della linea.

Inizialmente era una stazione con binario di raddoppio e scalo merci; successivamente venne declassata a fermata.

## Strutture ed impianti
La fermata si compone di un fabbricato viaggiatori, chiuso però al pubblico.
Il piazzale è formato dal binario di corsa della linea ferroviaria.
È inoltre priva di personale ferroviario.
La manutenzione e l'utilizzo di parte del fabbricato viaggiatori, dopo l'abbandono della presenza del personale di RFI, è stata concessa in comodato d'uso all'Associazione Fiera di San Martino, che ha come scopo principale la divulgazione delle realtà agricole, delle tradizioni rurali di Biassono e partecipa agli interventi di pulizia delle sponde biassonesi del fiume Lambro.

## Movimento
La fermata è servita dai treni della linea S7 (Milano-Monza-Molteno-Lecco), con frequenza semioraria nelle ore di punta (in direzione Milano la mattina e verso Lecco la sera) ed oraria nel resto della giornata, oltre ad una coppia di treni limitata a Besana nel primo pomeriggio.
Durante lo svolgimento del Gran Premio d'Italia di Formula 1, è capolinea delle corse straordinarie di Trenord provenienti dalla Stazione di Milano Centrale, a servizio dell'adiacente parco e dell'Autodromo.